# Eslovènia és Nostra
Eslovènia és Nostra (Slovenija je Naša) és un partit polític d'Eslovènia.
A les últimes eleccions legislatives de 3 d'octubre de 2004, el partit va obtenir 2,6% del vot popular i cap escó.